# Juan Carlos Medina
Juan Carlos Medina (Miami, 1977) és un director de cinema i guionista espanyol. Després de graduar-se en estudis cinematogràfics amb especialitat de guió a la Universitat de la Sorbonne a París,va dirigir videoclips per a la BBC i realitza reportatges de política i societat per a Current TV Internacional.

## Filmografia
- Rage - curtmetratge (2001)
- Mauvais jour - curtmetratge (2003)
- Insensibles (2012), estrenada al XLV Festival Internacional de Cinema Fantàstic de Catalunya[3]
- El gólem de Limehouse (2016)[4]
- A Discovery of Witches – sèrie de televisió, episodi 1x1-1x2 (2018)
- Origin – sèrie de televisió, episodis 1x7-1x8 (2018)
- Disparu à jamais – minisèrie, 5 episodis (2021)